# 데이비드 허프
데이비드 그레고리 허프(David Gregory Huff, 1984년 8월 22일 ~ )는 미국의 야구 선수이자, 현 중동-남아시아 야구리그 카라치 모나크스의 투수이다.

## 미국 프로야구 시절
2009년에 클리블랜드 인디언스에 입단하였다.

## 한국 프로야구 시절

### LG 트윈스시절
2016년 7월 8일에 스캇 코프랜드의 대체 용병으로 영입되었다. 2016년 13경기에 등판해 7승 2패, 평균자책점 3.13을 기록하고 140만 달러에 재계약을 체결하며 2017년 시즌에도 활동하게 됐다. 그러나 2017년 시범 경기 중 몸을 풀다가 무릎을 삐끗하며 부상을 당했다. 부상 후 일본의 유명한 병원인 이지마 치료원에서 치료를 받고 경과가 좋아 4월 2일에 더 이상 치료가 필요없다는 진단을 받고 한국에 돌아왔다. 그러나 2017년 4월에 무릎뿐만 아니라 다른 곳에 심각한 문제가 있다는 이야기가 나왔고 복귀일은 2017년 4월 후반에서 2017년 5월 중반으로 미뤄졌다. 당시 감독이었던 양상문은 기자들에게 그에 대해 물어보지 말라고 선을 그었고 안 그래도 미국 시절부터 유리 몸이었던 그가 태업하는 게 아니냐고 의혹을 제기하는 팬도 있었다.

## 일본 프로야구 시절
2018년에 도쿄 야쿠르트 스왈로스에 입단하였다.

## 미국 프로야구 복귀
2020년 1월 8일에 애리조나 다이아몬드백스와 계약했다.

## 멕시코 프로야구 시절
2022년에 디아블로스 로호스 델 멕시코에 입단하였다.

## 중동-남아시아 프로야구 시절
2024년에 카라치 모나크스에 입단하였다.

## 논란
- 2017년 1월 도핑 의혹이 제기됐으나 확실하게 알려진 것은 없다.